# Hemiurus luehei
Hemiurus luehei är en plattmaskart. Hemiurus luehei ingår i släktet Hemiurus och familjen Hemiuridae. Inga underarter finns listade i Catalogue of Life.